# Rion-des-Landes
Rion-des-Landes es una comuna nueva francesa situada en el departamento de Landas, de la región de Nueva Aquitania.

## Historia
Fue creada el 1 de enero de 2017, en aplicación de una resolución del prefecto de Landas de 25 de noviembre de 2016 con la unión de las comunas de Boos y Rion-des-Landes, pasando a estar el ayuntamiento en la antigua comuna de Rion-des-Landes.

## Demografía
| Gráfica de evolución demográfica de Rion-des-Landes entre 1800 y 2013 |
|                                                                       |

Los datos entre 1800 y 2013 son el resultado de sumar los parciales de las dos comunas que forman la nueva comuna de Rion-des-Landes, cuyos datos se han cogido de 1800 a 1999, para las comunas de Boos y Rion-des-Landes de la página francesa EHESS/Cassini. Los demás datos se han cogido de la página del INSEE.

## Composición
| Comuna delegada | Código INSEE | Población (2013) | Superficie (km²) | Densidad (hab./km²) |
| --------------- | ------------ | ---------------- | ---------------- | ------------------- |
| Boos            | 40048        | 380              | 15.81            | 24                  |
| Rion-des-Landes | 40243        | 2521             | 118.25           | 21                  |